# Hormonalna terapia zastępcza (menopauza)
Hormonalna terapia zastępcza, HTZ – leczenie suplementujące hormony płciowe w okresie perimenopauzy u kobiet. 
W ramach HTZ stosuje się:
- 17β-estradiol
- estriol
- estrogeny skoniugowane
- związki steroidowe (np. tibolon)

U wszystkich pacjentek (oprócz tych po histerektomii) stosuje się je w połączeniu z gestagenami: progesteronem, 17-hydroksyprogesteronem, 19-nortestosteronem. 
Możliwe drogi podania hormonów to:
- doustna
- przezskórna
- dopochwowa
- donosowa.

## Korzyści związane z HTZ
Hormonalna terapia zastępcza daje następujące korzyści:
- zmniejszenie objawów zespołu klimakterycznego
- poprawienie parametrów gospodarki lipidowej
- zmniejszenie ryzyka względnego zgonu z powodu choroby niedokrwiennej serca (doniesienie kontrowersyjne, niepotwierdzone późniejszymi badaniami)[3]
- zmniejszenie ryzyka raka jelita grubego[3]
- poprawienie jakości snu
- zmniejszenie ryzyka względnego wystąpienia choroby Alzheimera
- zmniejszenie ryzyka zachorowania na osteoporozę i zwiększenie masy kostnej u pacjentek z osteoporozą

## Zagrożenia związane z HTZ
- estrogenowa hormonoterapia niezrównoważona gestagenami znacznie zwiększa ryzyko raka endometrium, raka jajnika i raka sutka, dlatego może być stosowana jedynie u kobiet po przebytej histerektomii[3]
- znaczny (dwukrotny) wzrost ryzyka raka sutka w czasie zastępczej terapii estrogenowo-gestagenowej[3] oraz nieco mniejszy, ale nadal istotny (30%), wzrost ryzyka raka sutka w czasie zastępczej terapii estrogenowej[4][5]
- złożona hormonoterapia zwiększa ryzyko otępienia po 65. roku życia[1]
- zwiększenie ryzyka żylnej choroby zakrzepowo-zatorowej (ryzyko względne wynosi 3,6)[2]

## Wskazania
Zgodnie z zaleceniami British Society of Gynecologists dotyczącymi HTZ, wskazania do jej stosowania są następujące:
- średnio i mocno nasilone objawy wypadowe (ogólnoustrojowa HTZ)
- zmiany atroficzne sromu i pochwy (ogólnoustrojowo lub dopochwowo)
- zaburzenia snu
- obniżenie libido (HTZ + androgeny, tibolon)

## Przeciwwskazania do stosowania HTZ
Przeciwwskazania bezwzględne:
- krwawienia z dróg rodnych bez ustalonej przyczyny
- ciąża
- choroba niedokrwienna serca
- zakrzepica żył głębokich obecnie lub w wywiadzie
- ostra niewydolność wątroby, czynne choroby wątroby
- rozpoznany rak sutka, rak sutka w wywiadzie
- rozpoznany rak trzonu macicy
- porfiria skórna późna

Przeciwwskazania względne:
- choroby dróg żółciowych
- hiperplazja nabłonka przewodowego sutka
- mięśniaki macicy w wywiadzie[6]
- migrena